# Anton Algermissen
Anton Albert Algermissen (* 5. Juli 1841 in Moritzberg bei Hildesheim; † 10. August 1932) war ein deutscher Architekt und Bauunternehmer in Hildesheim.
Seit 1867 war er verheiratet mit K. V. Gatzemeier aus Langenhagen.

## Bauten
- 1865: katholische Kirche St. Laurentius in Langenhagen (Eichsfeld) (Neuromanik)
- 1873–1874: katholische Kirche St. Pankratius in Fuhrbach (Neuromanik)[2][3][4]
- 1887–1889: Verwaltungsgebäude der preußischen Bezirksregierung am Domhof in Hildesheim[5][6] (Neorenaissance; nach Vorentwurf von Karl Friedrich Endell[7])
- 1887–1889: Wallfahrtskirche Mariä Verkündigung in Germershausen (Untereichsfeld) (Neuromanik; unter Mitwirkung des Hildesheimer Domdechanten Anton Paasch)[8]